# Sleeping in My Car
Sleeping in My Car è una canzone del duo pop rock svedese Roxette, scritta da Per Gessle. La canzone è stata pubblicata come primo singolo estratto dall'album Crash! Boom! Bang! del 1994.

## Descrizione
Il singolo ha raggiunto la prima posizione dei singoli più venduti in Svezia, ed è riuscito ad entrare nella top ten di Regno Unito, Norvegia, Svizzera e Austria. Sleeping in My Car è stato l'ultimo singolo dei Roxette ad entrare nella classifica statunitense Billboard Hot 100.
Quando i Roxette si esibirono dal vivo a Pechino, Cina, nel 1995, gli fu chiesto di cambiare il testo del brano. Il duo si disse disposto, ma alla fine non cambiò affatto le parole della canzone.

## Reinterpretazioni
Il brano è stato reinterpretato dal gruppo musicale melodic death metal finlandese Children of Bodom per l'edizione limitata del loro album Halo of Blood, del 2013.

## Tracce
1. Sleeping in My Car - 3:33
2. The Look (MTV Unplugged at Cirkus, Stockholm January 9, '93) - 5:11
3. Sleeping in My Car (The Stockholm Demo Version) - 3:13

## Classifiche
| Classifica (1994) | Posizione massima |
| ----------------- | ----------------- |
| Australia         | 18                |
| Austria           | 6                 |
| Canada            | 3                 |
| Germania          | 11                |
| Norvegia          | 3                 |
| Nuova Zelanda     | 20                |
| Paesi Bassi       | 19                |
| Regno Unito       | 14                |
| Stati Uniti       | 50                |
| Svezia            | 1                 |
| Svizzera          | 7                 |